# Tough (Quavo e Lana Del Rey)
Tough è un singolo del rapper statunitense Quavo e della cantante statunitense Lana Del Rey, pubblicato il 3 luglio 2024.

## Descrizione
Dopo essere stata anticipata attraverso brevi clip caricate su Instagram nei mesi di maggio e giugno 2024, Tough è stata presentata dal vivo durante un concerto di Del Rey a Boston il 20 giugno 2024.

## Video musicale
Il video musicale del singolo, diretto dagli stessi interpreti con Wyatt Spain Winfrey, è stato reso disponibile in concomitanza con la sua uscita.

## Classifiche
| Classifica (2024) | Posizione massima |
| ----------------- | ----------------- |
| Australia         | 40                |
| Austria           | 32                |
| Canada            | 28                |
| Francia           | 81                |
| Germania          | 38                |
| Irlanda           | 24                |
| Lussemburgo       | 22                |
| Norvegia          | 39                |
| Nuova Zelanda     | 23                |
| Portogallo        | 21                |
| Regno Unito       | 32                |
| Stati Uniti       | 33                |
| Svezia            | 54                |
| Svizzera          | 18                |

## Date di pubblicazione
| Paese  | Data             | Formato                      | Etichetta               | Nota   |
| ------ | ---------------- | ---------------------------- | ----------------------- | ------ |
| Mondo  | 3 luglio 2024    | Download digitale, streaming | Quality Control, Motown | [ 8 ]  |
| Italia | 5 luglio 2024    | Contemporary hit radio       | EMI                     | [ 9 ]  |
| Mondo  | 6 settembre 2024 | 7"                           | Interscope Records      | [ 10 ] |